# Get Back (Beatles-dal)
A Get Back John Lennon és Paul McCartney szerzeménye. Először egy  kislemezen, később pedig öt nagylemezen jelent meg. Ez volt az egyetlen olyan Beatles-dal, amely első helyezést ért el az Egyesült Királyságban, az Amerikai Egyesült Államokban, Írországban, Franciaországban, Nyugat-Németországban, Ausztráliában, Új-Zélandon és Mexikóban. Az Egyesült Királyságban monó kiadásban, az USA-ban pedig sztereóban jelent meg.

## Történet
A szám létrejötte, formálódása jól dokumentált, korai változatairól próbafelvételek is készültek. A dal ezekben is a három egyszerű akkordra épül, a vers változó, de a refrén már kezdettől fogva „Get back to where you once belonged”, „menj vissza oda, ahová valaha tartoztál”. A szöveg a korai próbálkozásokon politikai tartalmú, szatirikusan visszhangozza egyes korabeli britek bevándorlókhoz való viszonyát, például:
Meanwhile back at home too many Pakistanis
Living in a council flat
Candidate Macmillan, tell us what your plan is
Won’t you tell us where you’re at?
Get back… stb.
A dal 1969. április 11-én került a boltokba a GB-S19 címkéjű kislemez A oldalán. A kiadott verzióban csak a refrén maradt meg, a provokatív szövegek helyett ártalmatlanabbat választottak. Ennek ellenére évekkel később, mikor a próbafelvételek nyilvánosságra kerültek, Pault rasszizmussal vádolták, holott ennek az ellenkezője lehetett igaz. John Lennon visszaemlékezésében mást érzett ki a szövegből: úgy emlékezett, hogy a dal felvétele közben Paul McCartney a refrénnél mindig Yoko Onóra nézett.

## Változatok

### Anthology 3
Az 1996. október 28-án megjelent Antology 3 című nagylemez az 1969. január 30-i tetőkoncerten (London, Savile Row 3., Apple-székház) elhangzott dalokat tartalmazza. A Get Back a dupla album 2. lemezének a 12. dala.

### Let It Be
1970. május 8-án az Egyesült Királyságban, 10 nappal később pedig az USA-ban megjelent a Let It Be c. album, B oldalán a Get Back c. dallal. Ez a dal csak hasonlít az eredetire. Ebben a változatban hallható a tetőkoncert közönségének zaja, a hangolás zaja és a kislemezen lévő zene. Az ok: Phil Spector producer összevágta a zajt és a zenét.

### The Beatles 1967-1970
1973. április 19-én jelent meg a The Beatles 1967-1970 c. válogatásalbum. A Get Back kislemezen megjelent dala az album C oldalán hallható.

### Let It Be...Naked
A 2003-ban kiadott dupla album, az 1. lemez 1. száma, a Get Back rövidebb változata.

### LOVE
Az Egyesült Királyságban 2006. november 10-én adták ki a Love c. nagylemezt. A Get Back ezen is rövidített időtartamú.

## Közreműködők

### Zenészek
- John Lennon – szólógitár, vokál
- Paul McCartney – zene és szöveg, ének, basszusgitár
- George Harrison – ritmusgitár
- Ringo Starr – dobfelszerelés
- Billy Preston mint vendég – Wurlitzer elektromos zongora

### Produkció
- Hangmérnök: Glyn Johns
- Producer: George Martin

## Feldolgozások
- Elvis Presley - That's the Way It Is (1970) album,
- Ike & Tina Turner - Nutbush City Limits (1973),
- Elton John - 11-17-70 (1971),
- Rod Stewart - All This and World War II. (1976),
- Status Quo - Don't Stop (1996),
- Laibach – Let it be, a Beatles azonos c. albumának remixe,
- Billy Preston - A Bee Gees Sgt Pepper's Lonely Hearts Club Band c. filmzenéje  (1978) 2. albumának 12. dala.

## Fordítás
- Ez a szócikk részben vagy egészben  a   Get Back című angol Wikipédia-szócikk fordításán alapul.  Az eredeti cikk szerkesztőit annak laptörténete sorolja fel. Ez a jelzés csupán a megfogalmazás eredetét és a szerzői jogokat jelzi, nem szolgál a cikkben szereplő információk forrásmegjelöléseként.
- Ez a szócikk részben vagy egészben  a   Get Back (Beatles) című olasz Wikipédia-szócikk fordításán alapul.  Az eredeti cikk szerkesztőit annak laptörténete sorolja fel. Ez a jelzés csupán a megfogalmazás eredetét és a szerzői jogokat jelzi, nem szolgál a cikkben szereplő információk forrásmegjelöléseként.